# Lipnica Wielka
Lipnica Wielka è un comune rurale polacco del distretto di Nowy Targ, nel voivodato della Piccola Polonia.
Ricopre una superficie di 67,47 km² e nel 2004 contava 5 557 abitanti.